# Carl Johan Becker
Carl Johan Becker, zumeist C. J. Becker, (geboren am 3. September 1915 in Kopenhagen; gestorben am 3. Juni 2001) war ein dänischer Prähistoriker und von 1952 bis 1985 Professor für nordische Archäologie und europäische Vorgeschichte an der Universität Kopenhagen.

## Leben
C. J. Becker war der Sohn des Rechtsanwalts Carl Anton Johan Becker (1863–1938) und dessen Frau Henny Mathilde, geborene Døcker (1888–1976). Bereits während der Schulzeit begann Becker mit archäologischen Untersuchungen, insbesondere in der Sejerø-Bucht. Er besuchte die Metropolitanskolen und nahm 1933 das Studium an der Universität Kopenhagen auf. Dort gewann er 1936 die Preisaufgabe der Universität und legte 1939 sein Magisterexamen ab. 1948 erfolgte die Promotion mit der Dissertation Mosefundne Lerkar fra Yngre Stenalder (Tongefäße aus Moorfunden des Neolithikums). Bereits 1934 wurde er Mitarbeiter am Dänischen Nationalmuseum, ab 1941 als Inspektor der 1. Abteilung (Afdelingen for nordisk oldtid).
1951 folgte er dem Ruf auf den Lehrstuhl für nordische Archäologie und europäische Vorgeschichte an der Universität Kopenhagen, wo er die Nachfolge seines Lehrers Johannes Brøndsted antrat. Bis zu seinem Ruhestand 1985 führte er das Vorgeschichtlich-Archäologische Institut der Universität. 1961 wurde er Mitglied der Königlich Dänischen Akademie der Wissenschaften, deren Präsidium er von 1978 bis 1986 angehörte. Von 1968 bis 1975 war er zudem Mitglied des Statens Humanistiske Forskningsråd, des staatlichen Forschungsrates für Geisteswissenschaften. In zahlreichen Ausgrabungen und Publikationen beschäftigte sich Becker vor allem mit allen Perioden und Kulturen des Neolithikums in Südskandinavien, doch widmete er sich auch Fragestellungen der Bronzezeit und der vorrömischen Eisenzeit. Einer besonderen Neigung folgte er mit seinen Untersuchungen zur skandinavischen Münzprägung des 11. Jahrhunderts. 1975 wurde er zum korrespondierenden Mitglied der British Academy gewählt.

## Publikationen (Auswahl)
- Mosefundne lerkar fra yngre stenalder. Studier over tragtbægerkulturen i Danmark. Gyldendal, Kopenhagen 1948, (Zugleich: Kopenhagen, Universität, Dissertation, 1948).
- Stendyngegrave fra mellem-neolitisk tid. In: Aarbøger for nordisk oldkyndighed og historie. 1959, ISSN 0084-585X, S. 1–90.
- Førromersk jernalder i Syd- og Midtjylland (= Nationalmuseets skrifter. Større beretninger. 6). Nationalmuseet, Kopenhagen 1961.
- Early Bronze Age Hoards with Spearheads (= Inventaria archaeologica. Corpus des ensembles archaéologiques. Denmark. 3). Habelt, Bonn 1967.
- als Herausgeber: Studies in Northern Coinages of the Eleventh Century (= Det Kongelige Danske Videnskabernes Selskab. Historisk-filosofiske skrifter. 9, 4). Det Kongelige Danske videnskabernes selskab, Kopenhagen 1981, ISBN 87-7304-112-2.
- Nørre Sandegård. Arkæologiske undersøgelser på Bornholm 1948–1952 (= Det Kongelige Danske Videnskabernes Selskab. Historisk-filosofiske skrifter. 13). Det Kongelige Danske videnskabernes selskab, Kopenhagen 1990, ISBN 87-7304-204-8.